# Liste der Biografien/Stuh
Liste der Biografien |
Portal Biografien |
Personensuche
# |
A |
B |
C |
D |
E |
F |
G |
H |
I |
J |
K |
L |
M |
N |
O |
P |
Q |
R |
S |
T |
U |
V |
W |
X |
Y |
Z |
?
 
Sa |
Sb |
Sc |
Sd |
Se |
Sf |
Sg |
Sh |
Si |
Sj |
Sk |
Sl |
Sm |
Sn |
So |
Sp |
Sq |
Sr |
Ss |
St |
Su |
Sv |
Sw |
Sy |
Sz
 
Sta |
Ste |
Sth |
Sti |
Stj |
Stl |
Sto |
Str |
Sts |
Stt |
Stu |
Stv |
Stw |
Sty
 
Stua |
Stub |
Stuc |
Stud |
Stue |
Stuf |
Stug |
Stuh |
Stui |
Stuj |
Stuk |
Stul |
Stum |
Stun |
Stup |
Stur |
Stus |
Stut |
Stuu |
Stuv |
Stuw |
Stux |
Stuy
Die Liste der Biografien führt alle Personen auf, die in der deutschsprachigen Wikipedia einen Artikel haben. Dieses ist eine Teilliste mit 62 Einträgen von Personen, deren Namen mit den Buchstaben „Stuh“ beginnt.

## Stuh

### Stuhe
- Štuhec, Igor (1932–2024), slowenischer Komponist
- Štuhec, Ilka (* 1990), slowenische Skirennläuferin

### Stuhl
- Stuhlbarg, Michael (* 1968), US-amerikanischer SchauspielerMichael Stuhlbarg (* 1968)

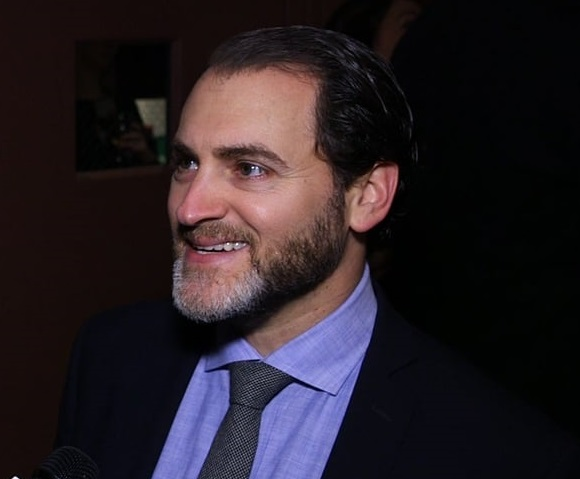
Michael Stuhlbarg (* 1968)

- Stuhlberger, Matthias (1919–1995), deutscher Politiker (CSU), MdL
- Stuhldreher, Ekkehard (* 1924), deutscher Politiker (NPD), MdL
- Stuhldreher, Harry (1901–1965), US-amerikanischer Footballspieler und Footballtrainer
- Stuhlemmer, Alica (* 1999), deutsche Seglerin
- Stühlen, Peter (1900–1982), deutscher Schriftsteller
- Stuhler, Ed (1945–2018), deutscher Publizist und Autor
- Stuhler, Jacqueline (* 1956), deutsche Fernsehmoderatorin und Journalistin
- Stuhler, Nele (* 1989), deutsche Autorin, Regisseurin und Performerin
- Stuhler, Ulrich (* 1946), deutscher Mathematiker
- Stuhlfath, Walter (1887–1974), deutscher Historiker und Geograph
- Stuhlfauth, Georg (1870–1942), deutscher Christlicher Archäologe und Kirchenhistoriker
- Stuhlfauth, Heinrich (1896–1966), deutscher Fußballspieler
- Stuhlfauth, Peter (* 1961), deutscher Politiker (AfD), MdL
- Stuhlfeld, Willy (* 1879), deutscher Opernsänger, Theaterdirektor, Verleger und Schriftsteller
- Stuhlinger, Ernst (1913–2008), deutsch-amerikanischer Kernphysiker, Elektrotechnik- und Raumfahrtwissenschaftler
- Stuhlmacher, Hans (1892–1962), deutscher Pädagoge und Heimatforscher
- Stuhlmacher, Peter (1932–2025), deutscher Theologe und evangelischer Neutestamentler
- Stuhlmann, Adolph (1838–1924), deutscher Pädagoge und Mundartdichter
- Stuhlmann, Alexander (* 1948), deutscher Bankmanager
- Stuhlmann, Carl Alexander (1814–1886), deutscher Jurist in Hamburg
- Stuhlmann, Cäsar Wilhelm (1822–1884), deutscher Schriftsteller
- Stuhlmann, Franz (1863–1928), deutscher Zoologe und ein Afrikaforscher
- Stuhlmann, Friedrich (1875–1952), deutscher Oberstleutnant, Bibliothekar und Militärhistoriker
- Stuhlmann, Günther Ludwig (1797–1872), deutscher Unternehmer und Mäzen
- Stuhlmann, Heinrich (1803–1886), deutscher Maler und Grafiker
- Stuhlmann, Rainer (* 1945), deutscher evangelischer Theologe, Studienleiter in Nes Ammim und kommissarischer evangelischer Propst zu Jerusalem
- Stuhlmann, Walter (1915–1988), deutscher Ingenieur und Manager
- Stuhlmann, Wilhelm (* 1946), deutscher Arzt für Psychiatrie, Neurologie, Psychotherapie und Klinische Geriatrie
- Stuhlmann-Laeisz, Rainer (* 1942), deutscher Philosoph
- Stühlmeyer, Barbara (* 1964), deutsche Theologin, Musikwissenschaftlerin, Autorin und Hildegard Forscherin
- Stühlmeyer, Heinrich (1907–1978), deutscher Custos, Kantor und Komponist
- Stühlmeyer, Ludger (* 1961), deutscher Kantor, Musikwissenschaftler und Komponist
- Stühlmeyer, Patrick (* 1990), deutscher SpringreiterPatrick Stühlmeyer (* 1990)

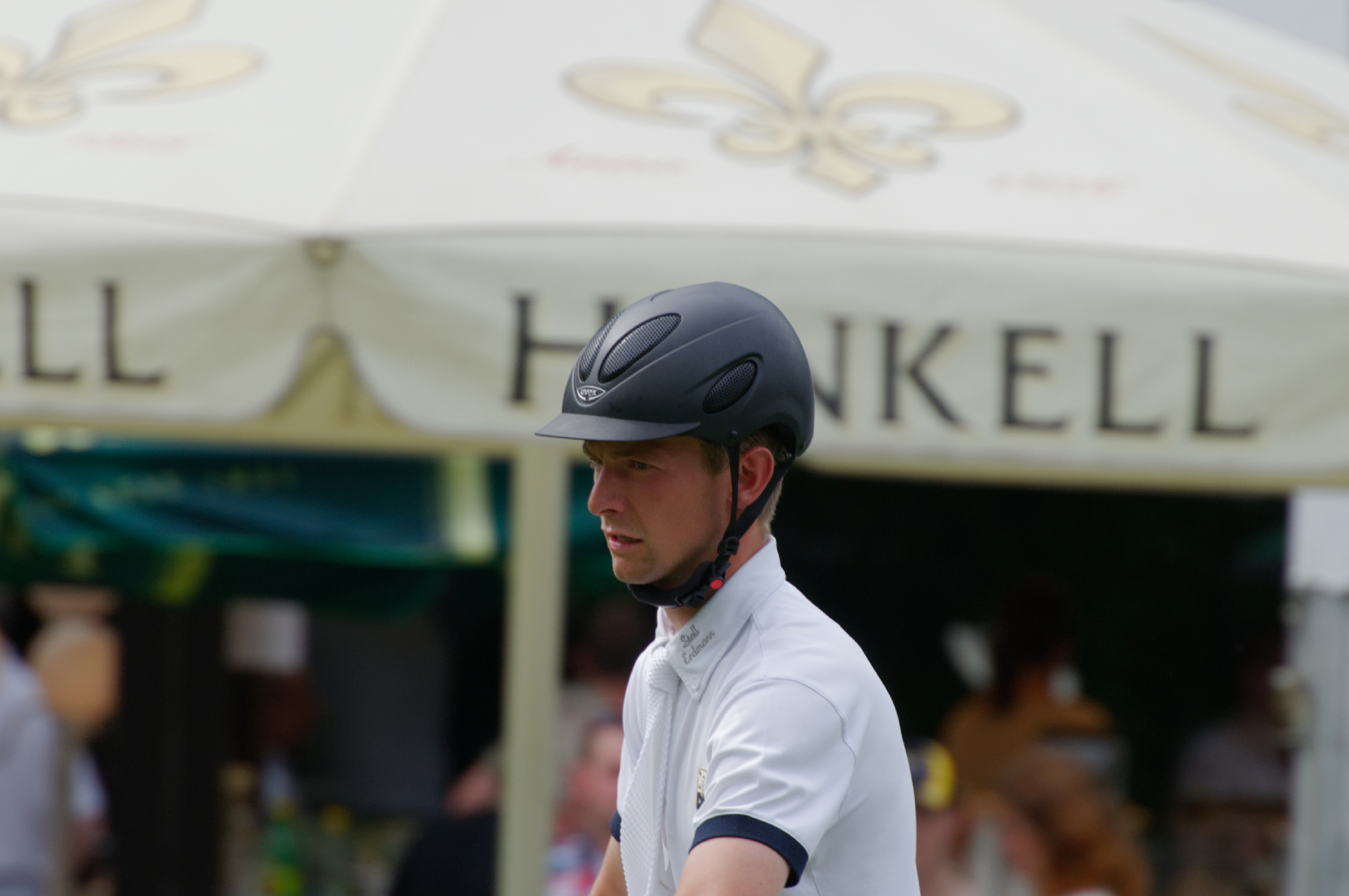
Patrick Stühlmeyer (* 1990)

- Stühlmeyer, Reinhold (1934–2012), deutscher Gewerkschafter und Politiker (SPD), MdL
- Stühlmeyer, Thomas (* 1964), deutscher Theologe
- Stuhlmüller, Karl (1859–1930), deutscher Landschafts- und Tiermaler
- Stuhlpfarrer, Karl (1941–2009), österreichischer Historiker

### Stuhm
- Stühmer, Alfred (1885–1957), deutscher Dermatologe und Hochschullehrer
- Stühmer, Friedrich (1843–1890), deutsch-ungarischer Konditor und Süßwarenfabrikant
- Stühmer, Hans H. (* 1940), deutscher Fossiliensammler und Ingenieur
- Stühmer, Heinrich (1863–1945), deutscher Gewerkschafter
- Stühmer, Walter (* 1948), deutscher Physiker und Hochschullehrer
- Stühmeyer, Karl (1866–1936), preußischer Verwaltungsbeamter und Landrat

### Stuhr
- Stuhr, Franziska (* 1993), deutsche Theaterregisseurin
- Stuhr, Friedrich (1867–1945), deutscher Archivar und Historiker
- Stuhr, Jerzy (1947–2024), polnischer Schauspieler und Regisseur
- Stuhr, Johann Georg (1640–1721), deutscher Maler
- Stuhr, Maciej (* 1975), polnischer Film- und Theaterschauspieler
- Stuhr, Michael (* 1950), deutscher Verfasser utopischer Romane
- Stuhr, Peter Feddersen (1787–1851), deutscher Hochschullehrer und Historiker
- Stuhr, William (1882–1958), dänischer Maler
- Stuhrberg, Wiebke (* 1989), deutsche politische Beamtin (Bündnis 90/Die Grünen)
- Stühren, Britta, deutsche Bibliothekarin, Autorin zur Geschichte der Pferdehaltung in Deutschland
- Stührenberg, Kai (* 1964), deutscher Politiker (Die Linke), Bremer StaatsratKai Stührenberg (* 1964)

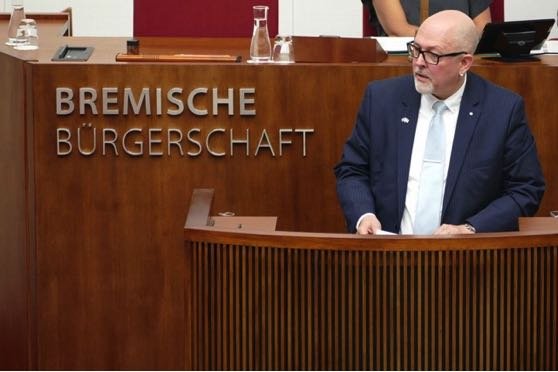
Kai Stührenberg (* 1964)

- Stührk, Erwin (1910–1942), deutscher Fußballspieler
- Stührk, Gustav (1913–1997), deutscher Leichtathlet
- Stührk, Martin (* 1990), deutscher Schauspieler
- Stuhrmann, Heinrich (1869–1940), deutscher Theologe und Politiker (DNVP)
- Stührwoldt, Matthias (* 1968), deutscher Landwirt und Autor